# Лауреаты Государственной премии Украины в области науки и техники (1986)
Государственная премия УССР в области науки и техники — лауреаты 1986 года.
На основании представления комитета по государственным премиям УССР в области науки и техники Центральный Комитет Компартии Украины и Совет Министров УССР издали постановление № 417 от 5 декабря 1986 года «О присуждении Государственных премий Украины в области науки и техники 1986 года».

## Лауреаты Государственной премии Украины в области науки и техники 1986 года
| Премированная работа | Лауреаты                              | Кратко о лауреате |
| --- | ------------------------------------- | --- |
| За монографию в пяти томах «Методы расчета оболочек», опубликованную в 1980—1982 годах | Чехов, Виктор Николаевич              | кандидат физико-математических наук, старший научный сотрудник Института механики Академии наук УССР |
| За монографию в пяти томах «Методы расчета оболочек», опубликованную в 1980—1982 годах | Шнеренко, Кузьма Иванович             | доктор технических наук, заведующий лабораторией Института механики Академии наук УССР |
| За монографию в пяти томах «Методы расчета оболочек», опубликованную в 1980—1982 годах | Чернышенко, Иван Семёнович            | доктор технических наук, заведующий лабораторией Института механики Академии наук УССР |
| За монографию в пяти томах «Методы расчета оболочек», опубликованную в 1980—1982 годах | Заруцкий, Владимир Александрович      | доктор технических наук, заведующий лабораторией Института механики Академии наук УССР |
| За монографию в пяти томах «Методы расчета оболочек», опубликованную в 1980—1982 годах | Кубенко, Вениамин Дмитриевич          | доктор физико-математических наук, заведующий отделом |
| За монографию в пяти томах «Методы расчета оболочек», опубликованную в 1980—1982 годах | Василенко, Анатолий Тихонович         | доктор физико-математических наук |
| За монографию в пяти томах «Методы расчета оболочек», опубликованную в 1980—1982 годах | Амиро, Игорь Яковлевич                | доктор технических наук, заведующий отделом |
| За монографию в пяти томах «Методы расчета оболочек», опубликованную в 1980—1982 годах | Шевченко, Юрий Николаевич             | член-корреспондент Академии наук УССР, заведующий отделом |
| За монографию в пяти томах «Методы расчета оболочек», опубликованную в 1980—1982 годах | Прохоренко, Иван Власович             | кандидат физико-математических наук, начальник сектора Специального конструкторско-технологического бюро с опытным производством стеклопластиков Института механики Академии наук УССР                      |
| За монографию в пяти томах «Методы расчета оболочек», опубликованную в 1980—1982 годах | Чехов, Валерий Николаевич             | кандидат физико-математических наук, доцент Донецкого государственного университета |
| За работу «Республиканская автоматизированная система управления развитием науки и техники в Украинской ССР» | Фокин, Витольд Павлович               | кандидат технических наук, первый заместитель Председателя Государственного планового комитета УССР |
| За работу «Республиканская автоматизированная система управления развитием науки и техники в Украинской ССР» | Шевченко, Виктор Прокофьевич          | начальник отдела Государственного планового комитета УССР |
| За работу «Республиканская автоматизированная система управления развитием науки и техники в Украинской ССР» | Рубан, Владислав Яковлевич            | кандидат технических наук, заведующий отделом, заведующий сектором, работник Главного научно-исследовательского и информационно-вычислительного центра                                                      |
| За работу «Республиканская автоматизированная система управления развитием науки и техники в Украинской ССР» | Дрогаль, Татьяна Григорьевна          | кандидат технических наук, заведующий сектором, работник Главного научно-исследовательского и информационно-вычислительного центра                                                                          |
| За работу «Республиканская автоматизированная система управления развитием науки и техники в Украинской ССР» | Казак, Юрий Иванович                  | кандидат экономических наук, заведующий сектором, работник Главного научно-исследовательского и информационно-вычислительного центра                                                                        |
| За работу «Республиканская автоматизированная система управления развитием науки и техники в Украинской ССР» | Соляник, Анатолий Иванович            | кандидат физико-математических наук, заведующий сектором, работник Главного научно-исследовательского и информационно-вычислительного центра                                                                |
| За работу «Республиканская автоматизированная система управления развитием науки и техники в Украинской ССР» | Широков, Владимир Анатольевич         | кандидат физико-математических наук, учёный секретарь научно-организационного отдела Президиума Академии наук УССР                                                                                          |
| За работу «Республиканская автоматизированная система управления развитием науки и техники в Украинской ССР» | Тутов, Анатолий Феёдорович            | кандидат технических наук, заведующий лабораторией, работник Института кибернетики имени В. М. Глушкова Академии наук УССР                                                                                  |
| За работу «Республиканская автоматизированная система управления развитием науки и техники в Украинской ССР» | Брусиловский, Борис Яковлевич         | кандидат технических наук, старший научный сотрудник, работник Института кибернетики имени В. М. Глушкова Академии наук УССР                                                                                |
| За работу «Республиканская автоматизированная система управления развитием науки и техники в Украинской ССР» | Волобоев, Борис Андреевич             | кандидат технических наук, заместитель директора Научно-исследовательского института автоматизированных систем планирования и управления по строительству                                                   |
| За цикл работ «Размерные эффекты в малых долях твёрдого тела» | Борзяк, Пётр Григорьевич              | член-корреспондент Академии наук УССР, старший научный сотрудник-консультант |
| За цикл работ «Размерные эффекты в малых долях твёрдого тела» | Сарбей, Олег Георгиевич               | доктор физико-математических наук, заведующий отделом |
| За цикл работ «Размерные эффекты в малых долях твёрдого тела» | Томчук, Пётр Михайлович               | доктор физико-математических наук, заведующий отделом |
| За цикл работ «Размерные эффекты в малых долях твёрдого тела» | Катрич, Галина Андреевна              | кандидат физико-математических наук, старший научный сотрудник Института физики Академии наук УССР |
| За цикл работ «Размерные эффекты в малых долях твёрдого тела» | Непейко, Сергей Алексеевич            | кандидат физико-математических наук, старший научный сотрудник Института физики Академии наук УССР |
| За цикл работ «Размерные эффекты в малых долях твёрдого тела» | Федорович, Ростислав Дмитриевич       | кандидат физико-математических наук, старший научный сотрудник Института физики Академии наук УССР |
| За цикл работ «Размерные эффекты в малых долях твёрдого тела» | Комник, Юрий Фёдорович                | доктор физико-математических наук, заведующий отделом Физико-технического института низких температур Академии наук УССР                                                                                    |
| За цикл работ «Размерные эффекты в малых долях твёрдого тела» | Палатник, Лев Самойлович              | доктор физико-математических наук, заведующий кафедрой Харьковского политехнического института имени В. И. Ленина                                                                                           |
| За цикл работ «Размерные эффекты в малых долях твёрдого тела» | Кулюпин, Юрий Александрович           | доктор физико-математических наук (посмертно) |
| За цикл работ «Размерные эффекты в малых долях твёрдого тела» | Пинес, Борис Яковлевич                | доктор физико-математических наук (посмертно) |
| За цикл работ «Открытие и исследование динамических явлений, связанных с фононными взаимодействиями в магнитных кристаллах»                                                                                                   | Барьяхтар, Виктор Григорьевич         | академик Академии наук УССР, директор Института металлофизики Академии наук УССР |
| За цикл работ «Открытие и исследование динамических явлений, связанных с фононными взаимодействиями в магнитных кристаллах»                                                                                                   | Ахиезер, Александр Ильич              | академик Академии наук УССР, начальник отдела Харьковского физико-технического института Академии наук УССР                                                                                                 |
| За цикл работ «Открытие и исследование динамических явлений, связанных с фононными взаимодействиями в магнитных кристаллах»                                                                                                   | Пелетминский, Сергей Владимирович     | член-корреспондент Академии наук УССР, начальник лаборатории Харьковского физико-технического института Академии наук УССР                                                                                  |
| За цикл работ «Открытие и исследование динамических явлений, связанных с фононными взаимодействиями в магнитных кристаллах»                                                                                                   | Ганапольский, Ель Маркович            | доктор физико-математических наук, старший научный сотрудник Института радиофизики и электроники Академии наук УССР                                                                                         |
| За цикл работ «Открытие и исследование динамических явлений, связанных с фононными взаимодействиями в магнитных кристаллах»                                                                                                   | Маковецкий, Дмитрий Николаевич        | кандидат физико-математических наук, младший научный сотрудник Института радиофизики и электроники Академии наук УССР                                                                                       |
| За цикл работ «Открытие и исследование динамических явлений, связанных с фононными взаимодействиями в магнитных кристаллах»                                                                                                   | Туров, Евгений Акимович               | доктор физико-математических наук, заведующий отделом Института физики металлов Уральского научного центра Академии наук СССР                                                                               |
| За цикл работ «Открытие и исследование динамических явлений, связанных с фононными взаимодействиями в магнитных кристаллах»                                                                                                   | Власов, Кирилл Борисович              | доктор физико-математических наук, заведующий лабораторией Института физики металлов Уральского научного центра Академии наук СССР                                                                          |
| За цикл работ «Открытие и исследование динамических явлений, связанных с фононными взаимодействиями в магнитных кристаллах»                                                                                                   | Тарасенко, Виктор Васильевич          | доктор физико-математических наук, старший научный сотрудник Института радиотехники и электроники Академии наук СССР                                                                                        |
| За цикл работ «Открытие и исследование динамических явлений, связанных с фононными взаимодействиями в магнитных кристаллах»                                                                                                   | Шавров, Владимир Григорьевич          | кандидат физико-математических наук, старший научный сотрудник Института радиотехники и электроники Академии наук СССР                                                                                      |
| За цикл работ «Структурно-функциональные основы участия транспортных РНК и аминоацил-тРНК-синтетаз белка на уровне трансляции у животных»                                                                                     | Мацука, Геннадий Харлампиевич         | академик Академии наук УССР, директор Института молекулярной биологии и генетики Академии наук УССР |
| За цикл работ «Структурно-функциональные основы участия транспортных РНК и аминоацил-тРНК-синтетаз белка на уровне трансляции у животных»                                                                                     | Ельская, Анна Валентиновна            | доктор биологических наук, заведующей отделом Института молекулярной биологии и генетики Академии наук УССР                                                                                                 |
| За цикл работ «Структурно-функциональные основы участия транспортных РНК и аминоацил-тРНК-синтетаз белка на уровне трансляции у животных»                                                                                     | Коваленко, Марина Иосифовна           | кандидат биологических наук старший научный сотрудник Института молекулярной биологии и генетики Академии наук УССР                                                                                         |
| За цикл работ «Структурно-функциональные основы участия транспортных РНК и аминоацил-тРНК-синтетаз белка на уровне трансляции у животных»                                                                                     | Овчаренко, Галина Викторовна          | кандидат биологических наук старший научный сотрудник Института молекулярной биологии и генетики Академии наук УССР                                                                                         |
| За цикл работ «Структурно-функциональные основы участия транспортных РНК и аминоацил-тРНК-синтетаз белка на уровне трансляции у животных»                                                                                     | Тукало, Михаил Арсентьевич            | кандидат биологических наук старший научный сотрудник Института молекулярной биологии и генетики Академии наук УССР                                                                                         |
| За цикл работ «Структурно-функциональные основы участия транспортных РНК и аминоацил-тРНК-синтетаз белка на уровне трансляции у животных»                                                                                     | Гудзера, Ольга Иосифовна              | кандидат биологических наук, работник Института молекулярной биологии и генетики Академии наук УССР |
| За цикл работ «Структурно-функциональные основы участия транспортных РНК и аминоацил-тРНК-синтетаз белка на уровне трансляции у животных»                                                                                     | Яремчук, Анна Дмитриевна              | кандидат биологических наук, работник Института молекулярной биологии и генетики Академии наук УССР |
| За цикл работ «Структурно-функциональные основы участия транспортных РНК и аминоацил-тРНК-синтетаз белка на уровне трансляции у животных»                                                                                     | Васильева, Ирина Георгиевна           | кандидат биологических наук, работник Института молекулярной биологии и генетики Академии наук УССР |
| За цикл работ «Структурно-функциональные основы участия транспортных РНК и аминоацил-тРНК-синтетаз белка на уровне трансляции у животных»                                                                                     | Солдаткин, Алексей Петрович           | кандидат биологических наук, работник Института молекулярной биологии и генетики Академии наук УССР |
| За цикл работ «Структурно-функциональные основы участия транспортных РНК и аминоацил-тРНК-синтетаз белка на уровне трансляции у животных»                                                                                     | Турковская, Галина Викторовна         | младший научный сотрудник Института молекулярной биологии и генетики Академии наук УССР |
| За цикл работ «Тектоника и металлогения Советских Карпат» | Вялов, Олег Степанович                | академик Академии наук УССР, заведующий отделом Института геологии и геохимии горючих ископаемых Академии наук УССР                                                                                         |
| За цикл работ «Тектоника и металлогения Советских Карпат» | Глушко, Василий Васильевич            | член-корреспондент Академии наук УССР, профессор Львовского государственного университета имени И. Я. Франко                                                                                                |
| За цикл работ «Тектоника и металлогения Советских Карпат» | Кульчицкий, Ярослав Онуфриевич        | доктор геолого-минералогических наук, заведующий кафедрой Львовского государственного университета имени И. Я. Франко                                                                                       |
| За цикл работ «Тектоника и металлогения Советских Карпат» | Жуков, Фридрих Иванович               | доктор геолого-минералогических наук, заведующий отделом Института геохимии и физики минералов Академии наук УССР                                                                                           |
| За цикл работ «Тектоника и металлогения Советских Карпат» | Науменко, Валентин Владимирович       | доктор геолого-минералогических наук, заведующий отделом Института геохимии и физики минералов Академии наук УССР                                                                                           |
| За цикл работ «Тектоника и металлогения Советских Карпат» | Гончарук, Анатолий Фёдорович          | кандидат геолого-минералогических наук, старший научный сотрудник Института геохимии и физики минералов Академии наук УССР                                                                                  |
| За цикл работ «Тектоника и металлогения Советских Карпат» | Аверин, Юрий Александрович            | доктор геолого-минералогических наук, заведующий сектором Института минеральных ресурсов |
| За цикл работ «Тектоника и металлогения Советских Карпат» | Зайцева, Вера Николаевна              | начальник тематической группы Закарпатской геологоразведочной экспедиции |
| За цикл работ «Тектоника и металлогения Советских Карпат» | Скатинский, Юрий Павлович             | заместитель генерального директора Западно-Украинского производственного геологического объединения |
| За цикл работ «Тектоника и металлогения Советских Карпат» | Лазаренко, Эрик Александрович         | доктор геолого-минералогических наук (посмертно) |
| За цикл работ «Разработка, теоретическое обоснование и клиническое внедрение новых методов оперативного лечения, детоксикации и реабилитации больных с заболеванием печени и желчевыводящих протоков»                         | Павловский, Михаил Петрович           | доктор медицинских наук, ректор Львовского государственного медицинского института |
| За цикл работ «Разработка, теоретическое обоснование и клиническое внедрение новых методов оперативного лечения, детоксикации и реабилитации больных с заболеванием печени и желчевыводящих протоков»                         | Орёл, Глеб Львович                    | кандидат медицинских наук, доцент Львовского государственного медицинского института |
| За цикл работ «Разработка, теоретическое обоснование и клиническое внедрение новых методов оперативного лечения, детоксикации и реабилитации больных с заболеванием печени и желчевыводящих протоков»                         | Короткий, Валерий Николаевич          | доктор медицинских наук, заведующий кафедрой Киевского медицинского института имени академика О. О. Богомольца                                                                                              |
| За цикл работ «Разработка, теоретическое обоснование и клиническое внедрение новых методов оперативного лечения, детоксикации и реабилитации больных с заболеванием печени и желчевыводящих протоков»                         | Ковалёв, Михаил Маркович              | доктор медицинских наук, профессор Киевского медицинского института имени академика О. О. Богомольца |
| За цикл работ «Разработка, теоретическое обоснование и клиническое внедрение новых методов оперативного лечения, детоксикации и реабилитации больных с заболеванием печени и желчевыводящих протоков»                         | Колесников, Евгений Борисович         | кандидат медицинских наук, ассистент кафедр Киевского медицинского института имени академика О. О. Богомольца                                                                                               |
| За цикл работ «Разработка, теоретическое обоснование и клиническое внедрение новых методов оперативного лечения, детоксикации и реабилитации больных с заболеванием печени и желчевыводящих протоков»                         | Панченко, Сусанна Николаевна          | кандидат медицинских наук, ассистент кафедр Киевского медицинского института имени академика А. О. Богомольца                                                                                               |
| За цикл работ «Разработка, теоретическое обоснование и клиническое внедрение новых методов оперативного лечения, детоксикации и реабилитации больных с заболеванием печени и желчевыводящих протоков»                         | Скиба, Владимир Викторович            | кандидат медицинских наук, ассистент кафедр Киевского медицинского института имени академика А. О. Богомольца                                                                                               |
| За цикл работ «Разработка, теоретическое обоснование и клиническое внедрение новых методов оперативного лечения, детоксикации и реабилитации больных с заболеванием печени и желчевыводящих протоков»                         | Радзиховский, Анатолий Павлович       | доктор медицинских наук, заведующий отделом Киевского научно-исследовательского института клинической и экспериментальной хирургии                                                                          |
| За цикл работ «Разработка, теоретическое обоснование и клиническое внедрение новых методов оперативного лечения, детоксикации и реабилитации больных с заболеванием печени и желчевыводящих протоков»                         | Медведев, Владимир Егорович           | кандидат медицинских наук, заведующий лабораторией Киевского научно-исследовательского института клинической и экспериментальной хирургии                                                                   |
| За цикл работ «Разработка, теоретическое обоснование и клиническое внедрение новых методов оперативного лечения, детоксикации и реабилитации больных с заболеванием печени и желчевыводящих протоков»                         | Картель, Николай Тимофеевич           | кандидат химических наук, заведующий лабораторией Института общей и неорганической химии Академии наук УССР                                                                                                 |
| За разработку и промышленное внедрение высокопроизводительной технологии обработки алмазно-абразивными инструментами с прерывистой рабочей поверхностью                                                                       | Якимов, Александр Васильевич          | доктор технических наук, заведующий кафедрой Одесского политехнического института, руководитель работы |
| За разработку и промышленное внедрение высокопроизводительной технологии обработки алмазно-абразивными инструментами с прерывистой рабочей поверхностью                                                                       | Шепелев, Анатолий Александрович       | кандидат технических наук, заместитель директора Института сверхтвёрдых материалов Академии наук УССР |
| За разработку и промышленное внедрение высокопроизводительной технологии обработки алмазно-абразивными инструментами с прерывистой рабочей поверхностью                                                                       | Алиханян, Евнос Самвелович            | кандидат технических наук, младший научный сотрудник Института сверхтвёрдых материалов Академии наук УССР                                                                                                   |
| За разработку и промышленное внедрение высокопроизводительной технологии обработки алмазно-абразивными инструментами с прерывистой рабочей поверхностью                                                                       | Чалый, Валерий Тихонович              | руководитель группы Института сверхтвёрдых материалов Академии наук УССР |
| За разработку и промышленное внедрение высокопроизводительной технологии обработки алмазно-абразивными инструментами с прерывистой рабочей поверхностью                                                                       | Левин, Михаил Давидович               | руководитель группы Института сверхтвёрдых материалов Академии наук УССР |
| За разработку и промышленное внедрение высокопроизводительной технологии обработки алмазно-абразивными инструментами с прерывистой рабочей поверхностью                                                                       | Сколота, Анатолий Александрович       | начальник цеха опытного завода, работник Института сверхтвёрдых материалов Академии наук УССР |
| За разработку и промышленное внедрение высокопроизводительной технологии обработки алмазно-абразивными инструментами с прерывистой рабочей поверхностью                                                                       | Маленьких, Сергей Михайлович          | кандидат технических наук, старший научный сотрудник Украинского научно-производственного деревообрабатывающего объединения                                                                                 |
| За разработку и промышленное внедрение высокопроизводительной технологии обработки алмазно-абразивными инструментами с прерывистой рабочей поверхностью                                                                       | Смирнов, Лев Петрович                 | кандидат технических наук, старший научный сотрудник Научно-исследовательского института технологии и производства двигателей                                                                               |
| За разработку и промышленное внедрение высокопроизводительной технологии обработки алмазно-абразивными инструментами с прерывистой рабочей поверхностью                                                                       | Коломайко, Анатолий Никитович         | главный инженер Всесоюзного промышленного объединения по производству нормализованных узлов и деталей общемашиностроительного внедрения                                                                     |
| За разработку и промышленное внедрение высокопроизводительной технологии обработки алмазно-абразивными инструментами с прерывистой рабочей поверхностью                                                                       | Курносов, Александр Дмитриевич        | заведующий группой Уральского филиала Всесоюзного научно-исследовательского института абразивов и шлифовка                                                                                                  |
| За цикл работ «Аналоговая и цифровая обработка астрономических изображений» | Дудинов, Владимир Николаевич          | кандидат физико-математических наук, директор астрономической обсерватории Харьковского государственного университета имени А. М. Горького                                                                  |
| За цикл работ «Аналоговая и цифровая обработка астрономических изображений» | Цветкова, Виктория Сергеевна          | кандидат физико-математических наук, старший научный сотрудник астрономической обсерватории Харьковского государственного университета имени А. М. Горького                                                 |
| За цикл работ «Аналоговая и цифровая обработка астрономических изображений» | Шкуратов, Юрий Григорьевич            | кандидат физико-математических наук, старший научный сотрудник астрономической обсерватории Харьковского государственного университета имени А. М. Горького                                                 |
| За цикл работ «Аналоговая и цифровая обработка астрономических изображений» | Корниенко, Юрий Вячеславович          | заведующий лабораторией Института радиофизики и электроники Академии наук УССР |
| За цикл работ «Аналоговая и цифровая обработка астрономических изображений» | Станкевич, Дмитрий Геннадиевич        | заведующий группой Института радиофизики и электроники Академии наук УССР |
| За цикл работ «Аналоговая и цифровая обработка астрономических изображений» | Бабичев, Анатолий Антонович           | начальник сектора Специального конструкторско-технологического бюро Института радиофизики и электроники Академии наук УССР                                                                                  |
| За цикл работ «Аналоговая и цифровая обработка астрономических изображений» | Парусимов, Виктор Григорьевич         | руководитель группы Главной астрономической обсерватории Академии наук УССР |
| За исследование, разработку конструкции и освоение высокопроизводительной промышленной технологии прокатки эффективных арматурных профилей малых сечений, которые обеспечили снижение расхода металла в строительстве         | Левченко, Лев Назарович               | кандидат технических наук, доцент Днепропетровского металлургического института имени Л. И. Брежнева, руководитель работы                                                                                   |
| За исследование, разработку конструкции и освоение высокопроизводительной промышленной технологии прокатки эффективных арматурных профилей малых сечений, которые обеспечили снижение расхода металла в строительстве         | Натапов, Аркадий Соломонович          | кандидат технических наук, заведующий сектором Днепропетровского металлургического института имени Л. И. Брежнева                                                                                           |
| За исследование, разработку конструкции и освоение высокопроизводительной промышленной технологии прокатки эффективных арматурных профилей малых сечений, которые обеспечили снижение расхода металла в строительстве         | Баскин, Семён Леонидович              | старший научный сотрудник Днепропетровского металлургического института имени Л. И. Брежнева |
| За исследование, разработку конструкции и освоение высокопроизводительной промышленной технологии прокатки эффективных арматурных профилей малых сечений, которые обеспечили снижение расхода металла в строительстве         | Филонов, Олег Васильевич              | кандидат технических наук, начальник отдела Криворожского металлургического комбината «Криворожсталь» имени В. И. Ленина                                                                                    |
| За исследование, разработку конструкции и освоение высокопроизводительной промышленной технологии прокатки эффективных арматурных профилей малых сечений, которые обеспечили снижение расхода металла в строительстве         | Дышковец, Геннадий Анатольевич        | начальник проволочного состояния Криворожского металлургического комбината «Криворожсталь» имени В. И. Ленина                                                                                               |
| За исследование, разработку конструкции и освоение высокопроизводительной промышленной технологии прокатки эффективных арматурных профилей малых сечений, которые обеспечили снижение расхода металла в строительстве         | Баранов, Валерий Степанович           | старший вальцовщик Криворожского металлургического комбината «Криворожсталь» имени В. И. Ленина |
| За исследование, разработку конструкции и освоение высокопроизводительной промышленной технологии прокатки эффективных арматурных профилей малых сечений, которые обеспечили снижение расхода металла в строительстве         | Остапенко, Виктор Владимирович        | старший калибровщик Криворожского металлургического комбината «Криворожсталь» имени В. И. Ленина |
| За исследование, разработку конструкции и освоение высокопроизводительной промышленной технологии прокатки эффективных арматурных профилей малых сечений, которые обеспечили снижение расхода металла в строительстве         | Парусов, Владимир Васильевич          | кандидат технических наук, старший научный сотрудник Института чёрной металлургии |
| За исследование, разработку конструкции и освоение высокопроизводительной промышленной технологии прокатки эффективных арматурных профилей малых сечений, которые обеспечили снижение расхода металла в строительстве         | Фридлянов, Борис Николаевич           | ведущий инженер Научно-исследовательского института бетона и железобетона |
| За исследование, разработку конструкции и освоение высокопроизводительной промышленной технологии прокатки эффективных арматурных профилей малых сечений, которые обеспечили снижение расхода металла в строительстве         | Суриков, Игорь Николаевич             | младший научный сотрудник Научно-исследовательского института бетона и железобетона |
| За цикл работ «Теоретические основы и практические методы создания эффективных систем тепловой защиты высокотемпературных двигателей и внедрение их в энергетическом и транспортном машиностроении»                           | Дыбан, Евгений Павлович               | член-корреспондент Академии наук УССР, заведующий отделом Института технической теплофизики Академии наук УССР, руководитель работы                                                                         |
| За цикл работ «Теоретические основы и практические методы создания эффективных систем тепловой защиты высокотемпературных двигателей и внедрение их в энергетическом и транспортном машиностроении»                           | Страдомский, Михаил Валерьянович      | доктор технических наук, заместитель директора Института технической теплофизики Академии наук УССР, руководитель работы                                                                                    |
| За цикл работ «Теоретические основы и практические методы создания эффективных систем тепловой защиты высокотемпературных двигателей и внедрение их в энергетическом и транспортном машиностроении»                           | Эпик, Элеонора Яковлевна              | доктор технических наук Института технической теплофизики Академии наук УССР |
| За цикл работ «Теоретические основы и практические методы создания эффективных систем тепловой защиты высокотемпературных двигателей и внедрение их в энергетическом и транспортном машиностроении»                           | Клименко, Виктор Николаевич           | кандидат технических наук, заведующий лабораторией Института технической теплофизики Академии наук УССР |
| За цикл работ «Теоретические основы и практические методы создания эффективных систем тепловой защиты высокотемпературных двигателей и внедрение их в энергетическом и транспортном машиностроении»                           | Максимов, Евгений Александрович       | кандидат технических наук, заведующий лабораторией Института технической теплофизики Академии наук УССР |
| За цикл работ «Теоретические основы и практические методы создания эффективных систем тепловой защиты высокотемпературных двигателей и внедрение их в энергетическом и транспортном машиностроении»                           | Асмаловский, Виталий Анатольевич      | кандидат технических наук, старший научный сотрудник Института технической теплофизики Академии наук УССР                                                                                                   |
| За цикл работ «Теоретические основы и практические методы создания эффективных систем тепловой защиты высокотемпературных двигателей и внедрение их в энергетическом и транспортном машиностроении»                           | Белека, Борис Дмитриевич              | кандидат технических наук, старший научный сотрудник Института технической теплофизики Академии наук УССР                                                                                                   |
| За цикл работ «Теоретические основы и практические методы создания эффективных систем тепловой защиты высокотемпературных двигателей и внедрение их в энергетическом и транспортном машиностроении»                           | Мазур, Александр Иустинович           | кандидат технических наук, старший научный сотрудник Института технической теплофизики Академии наук УССР                                                                                                   |
| За цикл работ «Теоретические основы и практические методы создания эффективных систем тепловой защиты высокотемпературных двигателей и внедрение их в энергетическом и транспортном машиностроении»                           | Чепаскина, Светлана Михайловна        | кандидат технических наук, старший научный сотрудник Института технической теплофизики Академии наук УССР                                                                                                   |
| За цикл работ «Теоретические основы и практические методы создания эффективных систем тепловой защиты высокотемпературных двигателей и внедрение их в энергетическом и транспортном машиностроении»                           | Хавин, Виктор Юльевич                 | заведующий группой Института технической теплофизики Академии наук УССР |
| За создание и широкое внедрение в проектных организациях Госстроя УССР систем автоматизированного проектирования объектов строительства, обеспечивающих экономии материальных и трудовых ресурсов в капитальном строительстве | Дуброва, Евгений Петрович             | кандидат технических наук, директор Научно-исследовательского института, автоматизированных систем планирования и управления по строительству                                                               |
| За создание и широкое внедрение в проектных организациях Госстроя УССР систем автоматизированного проектирования объектов строительства, обеспечивающих экономии материальных и трудовых ресурсов в капитальном строительстве | Городецкий, Александр Сергеевич       | доктор технических наук, заместитель директора Научно-исследовательского института, автоматизированных систем планирования и управления в строительстве                                                     |
| За создание и широкое внедрение в проектных организациях Госстроя УССР систем автоматизированного проектирования объектов строительства, обеспечивающих экономии материальных и трудовых ресурсов в капитальном строительстве | Лященко, Анатолий Антонович           | кандидат технических наук, заведующий отделом Научно-исследовательского института, автоматизированных систем планирования и управления в строительстве                                                      |
| За создание и широкое внедрение в проектных организациях Госстроя УССР систем автоматизированного проектирования объектов строительства, обеспечивающих экономии материальных и трудовых ресурсов в капитальном строительстве | Павловский-Литвинов, Вадим Эдуардович | заведующий отделом Научно-исследовательского института, автоматизированных систем планирования и управления в строительстве                                                                                 |
| За создание и широкое внедрение в проектных организациях Госстроя УССР систем автоматизированного проектирования объектов строительства, обеспечивающих экономии материальных и трудовых ресурсов в капитальном строительстве | Янович, Иван Александрович            | кандидат физико-математических наук, руководитель отделения Специального конструкторского бюро математических машин и систем Института кибернетики имени В. М. Глушкова Академии наук УССР                  |
| За создание и широкое внедрение в проектных организациях Госстроя УССР систем автоматизированного проектирования объектов строительства, обеспечивающих экономии материальных и трудовых ресурсов в капитальном строительстве | Сарнацкий, Ювеналий Андреевич         | заместитель Председатели Государственный комитет УССР по делам строительства |
| За создание и широкое внедрение в проектных организациях Госстроя УССР систем автоматизированного проектирования объектов строительства, обеспечивающих экономии материальных и трудовых ресурсов в капитальном строительстве | Донец, Анатолий Константинович        | главный инженер Украинского государственного института проектирования городов |
| За создание и широкое внедрение в проектных организациях Госстроя УССР систем автоматизированного проектирования объектов строительства, обеспечивающих экономии материальных и трудовых ресурсов в капитальном строительстве | Павлов, Сергей Павлович               | главный инженер института «Гипрогражданпромстрой» |
| За создание и широкое внедрение в проектных организациях Госстроя УССР систем автоматизированного проектирования объектов строительства, обеспечивающих экономии материальных и трудовых ресурсов в капитальном строительстве | Драч, Александр Абрамович             | начальник отдела института «Гипрогражданпромстрой» |
| За создание и широкое внедрение в проектных организациях Госстроя УССР систем автоматизированного проектирования объектов строительства, обеспечивающих экономии материальных и трудовых ресурсов в капитальном строительстве | Охота, Игорь Яковлевич                | директор Харьковского проектного института по планированию и застройке города |
| За работу «Физико-химические основы, технология и промышленное освоение производства сверхчистых металлов (ртуть, кадмий, цинк, свинец, висмут, галлий, индий, таллий, теллур)»                                               | Шека, Иван Арсентьевич                | член-корреспондент Академии наук УССР, заведующий отделом Института общей и неорганической химии Академии наук УССР, руководитель работы                                                                    |
| За работу «Физико-химические основы, технология и промышленное освоение производства сверхчистых металлов (ртуть, кадмий, цинк, свинец, висмут, галлий, индий, таллий, теллур)»                                               | Козин, Леонид Хомич                   | доктор технических наук, заведующий отделом Института общей и неорганической химии Академии наук УССР |
| За работу «Физико-химические основы, технология и промышленное освоение производства сверхчистых металлов (ртуть, кадмий, цинк, свинец, висмут, галлий, индий, таллий, теллур)»                                               | Новичная, Лидия Степановна            | кандидат химических наук, старший научный сотрудник Института общей и неорганической химии Академии наук УССР                                                                                               |
| За работу «Физико-химические основы, технология и промышленное освоение производства сверхчистых металлов (ртуть, кадмий, цинк, свинец, висмут, галлий, индий, таллий, теллур)»                                               | Морачевский, Андрей Георгиевич        | доктор технических наук, заведующий кафедрой Ленинградского политехнического института имени М. И. Калинина                                                                                                 |
| За работу «Физико-химические основы, технология и промышленное освоение производства сверхчистых металлов (ртуть, кадмий, цинк, свинец, висмут, галлий, индий, таллий, теллур)»                                               | Никитин, Анатолий Андреевич           | кандидат химических наук, старший научный сотрудник Института органического катализа и электрохимии Академии наук Казахской ССР                                                                             |
| За работу «Физико-химические основы, технология и промышленное освоение производства сверхчистых металлов (ртуть, кадмий, цинк, свинец, висмут, галлий, индий, таллий, теллур)»                                               | Кострулев, Геннадий Григорьевич       | заместитель главного инженера Завода чистых металлов имени 50-летия СССР |
| За работу «Физико-химические основы, технология и промышленное освоение производства сверхчистых металлов (ртуть, кадмий, цинк, свинец, висмут, галлий, индий, таллий, теллур)»                                               | Виддюк, Владимир Григорьевич          | мастер Завода чистых металлов имени 50-летия СССР |
| За работу «Физико-химические основы, технология и промышленное освоение производства сверхчистых металлов (ртуть, кадмий, цинк, свинец, висмут, галлий, индий, таллий, теллур)»                                               | Жукоцкий, Николай Васильевич          | мастер Никитовского ртутного комбината |
| За создание и освоение первых отечественных крупнотоннажных быстроходных судов с горизонтальной грузообработкой типа «Атлантика»                                                                                              | Ивженко, Валентин Константинович      | главный конструктор проекта |
| За создание и освоение первых отечественных крупнотоннажных быстроходных судов с горизонтальной грузообработкой типа «Атлантика»                                                                                              | Щередин, Владимир Николаевич          | кандидат технических наук, начальник отдела Центрального конструкторского бюро «Черноморсудопроект» |
| За создание и освоение первых отечественных крупнотоннажных быстроходных судов с горизонтальной грузообработкой типа «Атлантика»                                                                                              | Мележик, Михаил Александрович         | начальник отдела Центрального конструкторскаого бюро «Черноморсудопроект» |
| За создание и освоение первых отечественных крупнотоннажных быстроходных судов с горизонтальной грузообработкой типа «Атлантика»                                                                                              | Климентьев, Яков Иванович             | заведующий отделом Николаевского обкома Компартии Украины |
| За создание и освоение первых отечественных крупнотоннажных быстроходных судов с горизонтальной грузообработкой типа «Атлантика»                                                                                              | Коптин, Борис Александрович           | заместитель начальника отдела производственного объединения «Заря» |
| За создание и освоение первых отечественных крупнотоннажных быстроходных судов с горизонтальной грузообработкой типа «Атлантика»                                                                                              | Лесов, Вениамин Тимофеевич            | ведущий конструктор союзного проектного бюро «Машпроект» |
| За создание и освоение первых отечественных крупнотоннажных быстроходных судов с горизонтальной грузообработкой типа «Атлантика»                                                                                              | Лебедев, Рудольф Николаевич           | старший мастер Черноморского судостроительного завода |
| За создание и освоение первых отечественных крупнотоннажных быстроходных судов с горизонтальной грузообработкой типа «Атлантика»                                                                                              | Ляшенко, Владимир Владимирович        | бригадир слесарей-монтажников Черноморского судостроительного завода |
| За создание и освоение первых отечественных крупнотоннажных быстроходных судов с горизонтальной грузообработкой типа «Атлантика»                                                                                              | Сундуков, Анатолий Васильевич         | старший механик судна «Инженер Ермошкин» Черноморского морского пароходства |
| За исследования, разработку и применение в микроэлектронной и космической технологии методов и аппаратуры неразрушающей дефектоскопии на основе электротопографического эффекта                                               | Портной, Александр Евгеньевич         | доктор технических наук, заведующий сектором Специального конструкторско-технологического бюро физического приборостроения с опытным производством Института физики Академии наук УССР, руководитель работы |
| За исследования, разработку и применение в микроэлектронной и космической технологии методов и аппаратуры неразрушающей дефектоскопии на основе электротопографического эффекта                                               | Резников, Михаил Абрамович            | кандидат физико-математических наук, ведущий инженер Специального конструкторско-технологического бюро физического приборостроения с опытным производством Института физики Академии наук УССР              |
| За исследования, разработку и применение в микроэлектронной и космической технологии методов и аппаратуры неразрушающей дефектоскопии на основе электротопографического эффекта                                               | Пермяков, Виталий Вадимович           | инженер-конструктор Специального конструкторско-технологического бюро физического приборостроения с опытным производством Института физики Академии наук УССР                                               |
| За исследования, разработку и применение в микроэлектронной и космической технологии методов и аппаратуры неразрушающей дефектоскопии на основе электротопографического эффекта                                               | Джанибеков, Владимир Александрович    | лётчик-космонавт СССР |
| За исследования, разработку и применение в микроэлектронной и космической технологии методов и аппаратуры неразрушающей дефектоскопии на основе электротопографического эффекта                                               | Шпак, Марат Терентьевич               | член-корреспондент Академии наук УССР, директор Института физики Академии наук УССР |
| За исследования, разработку и применение в микроэлектронной и космической технологии методов и аппаратуры неразрушающей дефектоскопии на основе электротопографического эффекта                                               | Фок, Михаил Владимирович              | доктор физико-математических наук, заведующий сектором Физического института имени П. М. Лебедева Академии наук СССР                                                                                        |
| За исследования, разработку и применение в микроэлектронной и космической технологии методов и аппаратуры неразрушающей дефектоскопии на основе электротопографического эффекта                                               | Пипа, Виктор Иосифович                | кандидат физико-математических наук, старший научный сотрудник Института полупроводников Академии наук УССР                                                                                                 |
| За исследования, разработку и применение в микроэлектронной и космической технологии методов и аппаратуры неразрушающей дефектоскопии на основе электротопографического эффекта                                               | Сочилов, Евгений Александрович        | ведущий инженер научно-производственного объединения «Энергия» |
| За исследования, разработку и применение в микроэлектронной и космической технологии методов и аппаратуры неразрушающей дефектоскопии на основе электротопографического эффекта                                               | Леонов, Владимир Дмитриевич           | старший инженер научно-производственного объединения «Энергия» |
| За учебник для высших учебных заведений «Основы построения систем автоматизированного проектирования», опубликованный в 1985 году (2-е издание)                                                                               | Скрипниченко, Фёдор Тарасович         | |
| За учебник для медицинских училищ «Хирургия», опубликованный в 1984 году (4-е издание) | Скрипниченко, Дмитрий Фёдорович       | доктор медицинских наук, заведующий кафедрой Киевского государственного института усовершенствования врачей                                                                                                 |